# Mariana Carrara

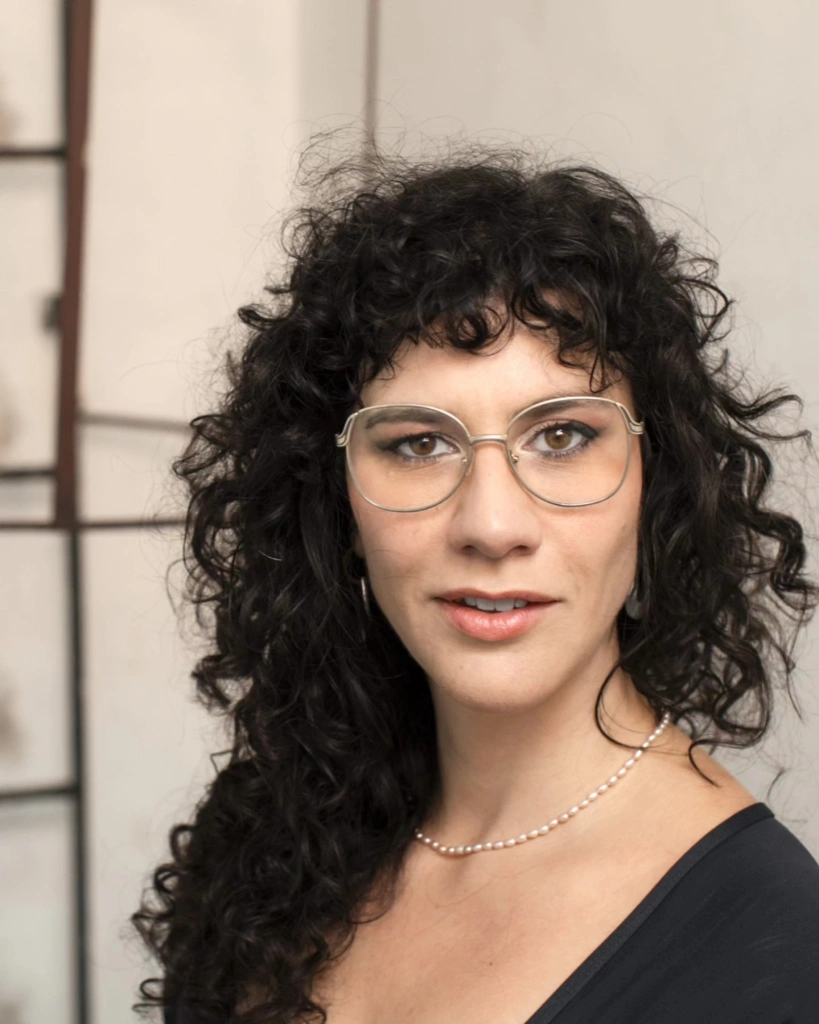
Nascimento: 1986 (39 anos) São Paulo, Brasil
Nacionalidade: brasileira
Alma mater: Universidade de São Paulo (graduação)
Ocupação: Escritora e defensora pública
Prêmios: Prêmio São Paulo de Literatura (2023)
Magnum opus: Não Fossem as Sílabas do Sábado (2023)

Mariana Salomão Carrara (São Paulo, 1986) é paulistana, escritora brasileira, poeta e defensora pública, nascida em 1986.
É autora, entre outros, de Se Deus me chamar não vou, finalista do Jabuti 2020, e Não fossem as sílabas do sábado, vencedor do Prêmio São Paulo de Literatura de 2023.

## Biografia
Graduou-se em Direito pela Universidade de São Paulo em 2009, tendo sua experiência acadêmica e prática orientada à área criminal. Desenvolve pesquisa no âmbito do Ensino Jurídico e trabalha como defensora pública.
Tem interesse na escrita desde criança. Na adolescência, conheceu as obras de Lygia Fagundes Telles, o que foi determinante para sua escrita.
Seu primeiro livro publicado foi o romance Idílico (2007), seguido por Delicada uma de nós (2015), Fadas e copos no canto da casa (2017), Se Deus me chamar não vou (2019), É sempre a hora da nossa morte amém (2021) e pelo vencedor do Prêmio São Paulo de Literatura, Não Fossem as Sílabas do Sábado (2022).
Em 2024 publicou o romance A árvore mais sozinha do mundo e participou com um conto da antologia O dia escuro, organizada por Fabiane Secches e Socorro Acioli. Também foi convidada para a FLIP no mesmo ano.

## Obras
- Fadas e copos no canto da casa (2017)
- Se Deus me chamar, eu não vou (2019)
- Alice Bordô Maravilha (2019)
- É sempre a hora da nossa morte amém (2021)
- Não fossem as sílabas do sábado (2022)
- A árvore mais sozinha do mundo (2024)
- Sabor paciência (2025)

## Prêmios
- Off-Flip (2012)
- SESC-DF, Felippe D’Oliveira (2015 e 2016)
- Segundo lugar no Prêmio Guiões (Portugal, 2019)[10]